# Nathalie Rheims

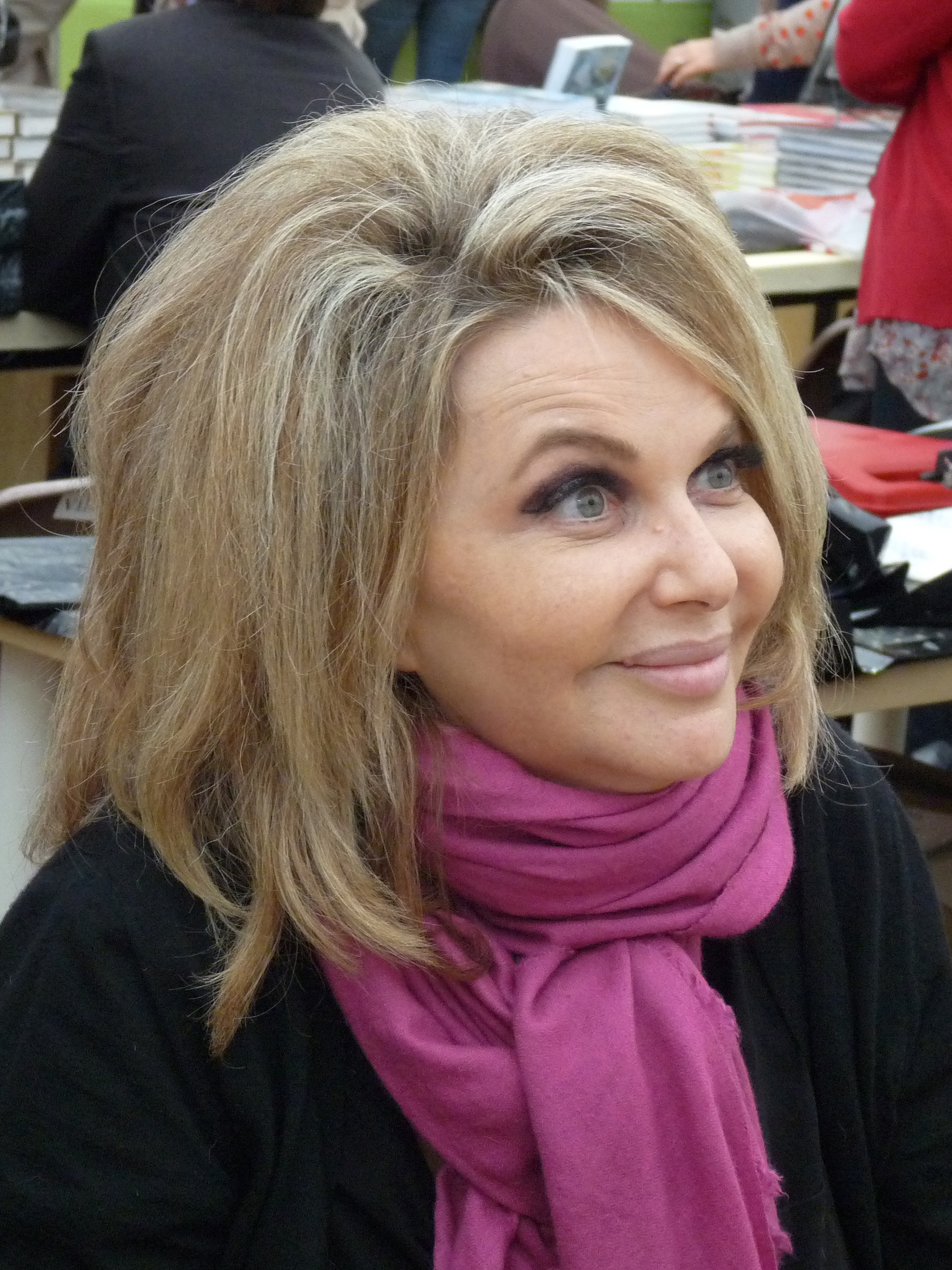
Nathalie Rheims, 2011

Nathalie Alix Jeanne Rheims (* 25. April 1959 in Neuilly-sur-Seine, Département Hauts-de-Seine) ist eine französische Autorin und Schauspielerin.

## Leben
Rheims ist das jüngste Kind des Kunsthistorikers Maurice Rheims (1910–2003) und dessen dritter Ehefrau Lili Krahmer (1930–1996). Ihre Geschwister sind der Jurist Louis Rheims (1955–1988) und die Fotografin Bettina Rheims (* 1952). Durch ihre Mutter ist sie mit der Familie Rothschild verwandt und väterlicherseits ist General Léon Rheims (1843–1894) zu erwähnen. Ihr Patenonkel war der Schauspieler Yul Brynner.
1974 ließen sich ihre Eltern scheiden, und sie blieb bei ihrem Vater. 1976 begann sie mit dem Studium an der École nationale supérieure des arts et techniques du théâtre (ENSATT). Dort blieb sie bis 1983, und während dieser Zeit war sie bereits in kleineren Rollen im Fernsehen und am Theater zu sehen. Parallel dazu war sie freie Mitarbeiterin bei der Zeitschrift Elle.
1982 reüssierte Rheims als Sängerin mit ihrer Single Asphalte. Frédéric Botton (1936–2008) schrieb für sie insgesamt sieben Titel, die alle unter ihrem Pseudonym „Alix“ veröffentlicht wurden. Als Sängerin konnte Rheims aber keine größeren Erfolge erzielen. Am 19. November 1982 heiratete Rheims in Paris Botton, den Komponisten ihrer Lieder. Diese Ehe stand unter keinem guten Stern und wurde am 27. Januar 1987 wieder geschieden.
1985 kam Rheims als Produzentin zu TV6 und machte dort die Bekanntschaft des Schriftstellers Léo Scheer (* 1947). Vier Jahre später, am 17. Juni 1989, heiratete sie ihn in zweiter Ehe in Pont-l’Évêque (Département Calvados).
Von ca. 1999 bis zu dessen Tod im Jahr 2009 war sie Lebenspartnerin des Filmproduzenten Claude Berri.

## Rezeption
Größerer Erfolg als Sängerin war Rheims als Autorin beschieden. In ihrem ersten Roman L’un pour l’autre (1999) thematisierte sie den frühen Tod ihres Bruders. Dieser Erstling wurde vom Publikum wie auch von der Literaturkritik sehr gelobt. Für ihren Roman Le fantôme du fauteuil 32 ließ sich Rheims von Gaston Leroux’ Roman Le fauteuil hanté inspirieren.

## Ehrungen
- 10. Februar 2016 Offizier des Ordre des Arts et des Lettres

## Werke (Auswahl)
Autobiografisches:
- Journal intime. Paris 2007.

Erzählungen:
- Les fleurs du silence. Paris 2001.

Romane:
- L’un pour l’autre. Paris 1999.
- Lumière invisible à mes yeux. Paris 2003.
- Le cercle de Megiddo. Paris 2005.
- Claude. Paris 2009.
- Le fantôme du fauteuil 32. Paris 2011.
- Maladie d’amour. Paris 2014.
- Place Colette. Paris 2015.
- Ma vie sans moi. Paris 2017.

## Filmografie
Als Produzentin:
- Laura wirbelt Staub auf. 2002.
- Gefühlsverwirrungen. 2003.
- Le démon de midi. 2005.
- Couscous mit Fisch. 2007.
- Der kleine Haustyrann. 2009.
- Mon père est femme de ménage. 2011.

Als Schauspielerin:
- Un mari, c’est un mari. 1976.
- La Belle Epoque de Gaston Couté. 1979.
- L’Hôtel du libre échange. 1979.
- Médecins de nuit. 1979.